# Médina de Sousse
Pour les articles homonymes, voir Médina.
La médina de Sousse est une médina tunisienne, centre historique de Sousse, inscrite depuis le 9 décembre 1988 au patrimoine mondial de l'Unesco.
Sousse est considérée comme un exemple typique des villes des premiers siècles de l'islam au Maghreb. Elle conserve ainsi sa kasbah et ses remparts mais également sa Grande mosquée, son ribat et la mosquée Bou Ftata, un édifice militaire et religieux. Sur la tour de Khalef se trouve aussi un phare depuis 1890.

## Architecture

### Remparts

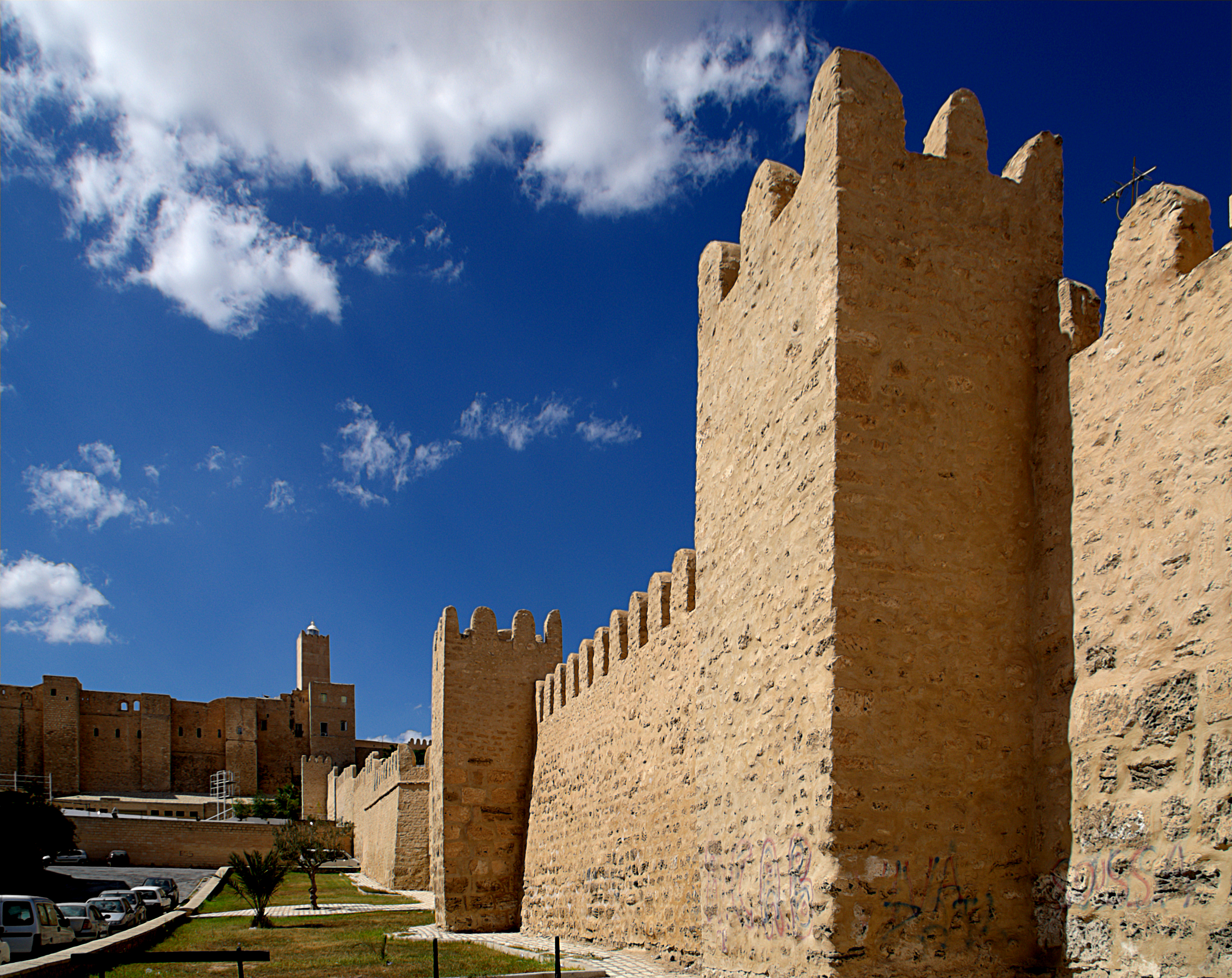
Muraille de la médina.

Les 32 hectares de superficie de la médina sont entourés par 2,5 kilomètres de remparts construits en 859 sous le règne du souverain aghlabide de Kairouan, Aboul Ibrahim. Ces murailles ont bénéficié de travaux de restauration grâce à l'inscription de la médina sur la liste du patrimoine mondial de l'Unesco.
Initialement, ils sont percés de huit portes qui donnent accès à l'intérieur de la médina (Bab Jedid, Bab El Qibli, Bab El Gharbi, Bab El Finga, Bab El Jebli et Bab El Bhar, etc.). Actuellement, seulement deux sont encore existantes : Bab Kairouan (porte de Kairouan) au Sud et Bab El Gharbi (porte de l'Ouest).

### Ribat

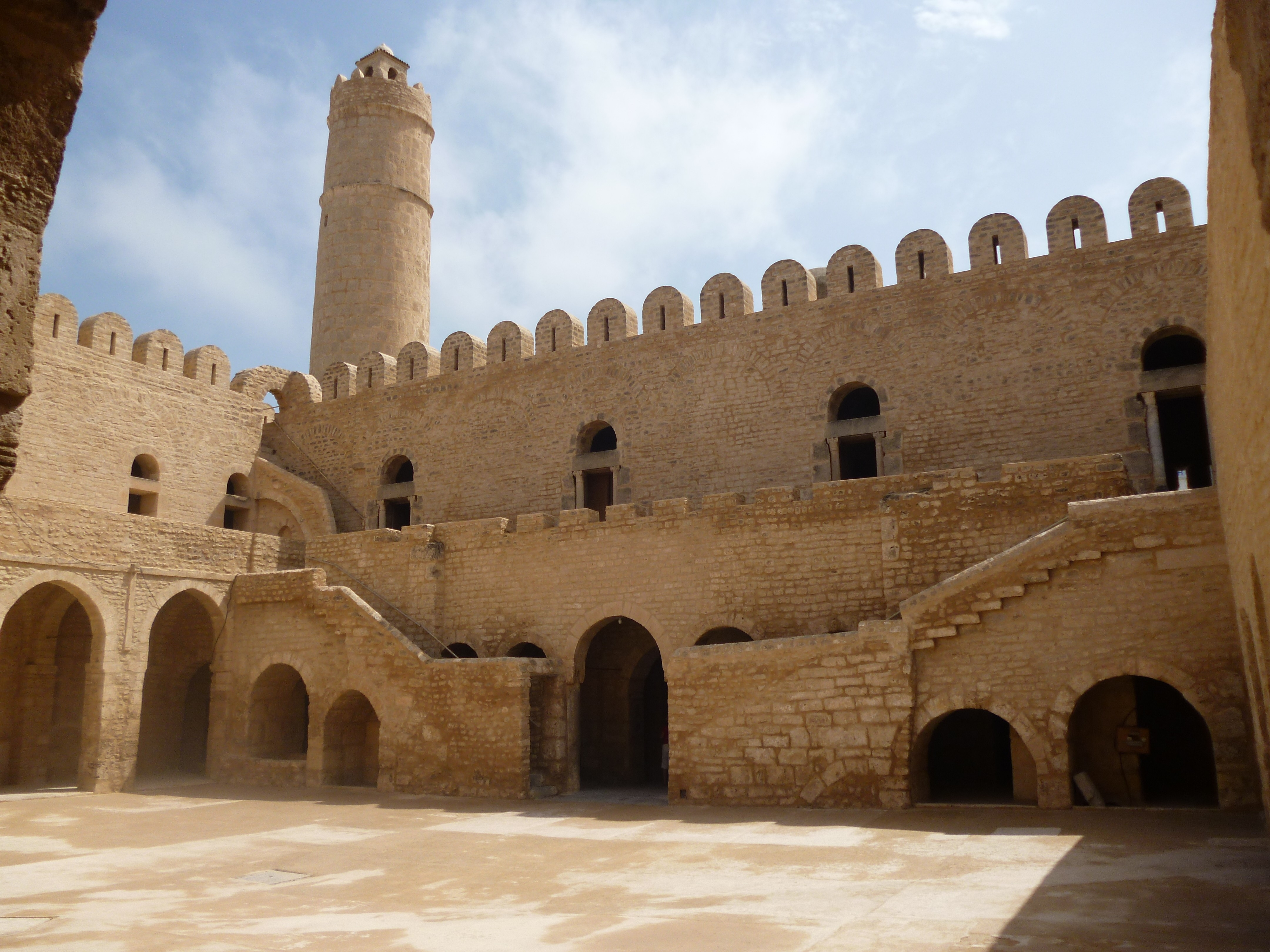
Cour du ribat.

La présence des colonnes romaines dans le ribat prouve la date de sa construction qui remonte au VIIIe siècle. À l'origine, il joue un rôle défensif. Pendant les guerres, les citoyens se cachaient à l'intérieur alors que les soldats contrôlaient la mer depuis la ville et communiquaient avec les autres ribats grâce à sa grande tour de guet (qui mesure 27 mètres de hauteur). De plus, il a une vocation religieuse en hébergeant des moines-soldats. La tour, qui a été bâtie en 821 a également servi de minaret pour la Grande Mosquée voisine.
La forteresse est constituée de deux niveaux qui s'ouvrent sur une cour entièrement bordée de portiques à arcades. On trouve au niveau supérieur les cellules austères des moines-soldats, alors que l'aile sud est occupée par une salle de prière qui, selon de nombreux archéologues, est la plus ancienne salle de prière de toute l'Afrique.

## Monuments
- Grande Mosquée de Sousse
- Musée archéologique de Sousse (au sein de la kasbah)[7]
- Mosquée Bou Ftata : Bâtie en 840, cette mosquée est la plus ancienne de la ville de Sousse (bâtie même avant la Grande Mosquée). Située sur la rue El Mar (appelée aussi rue El Hajira), c'est un bâtiment très petit dont la façade réalisée en pierres dorées ne dépasse pas les huit mètres de long.
- Zaouïa Zakkak : Cet édifice comporte un mausolée, une mosquée et une médersa. Son minaret construit au XVIIe siècle par les Ottomans est connu pour sa forme orthogonale et ses façades richement décorés par des céramiques. Elle est située sur la rue Taberka[5].
- Musée El Kobba : Le monument bâti au Xe siècle qui l'abrite a eu plusieurs fonctions (fondouk, auberge, vente à la criée) avant d'être converti en musée. On expose dans ses pièces des simulations de scènes de la vie quotidienne de la région de Sousse : mariages traditionnels, préparation du couscous, outils et parures. Il est muni d'un dôme crénelé en zigzag dont il représente l'exemple unique en Tunisie. Cette architecture particulière permettait de mieux repousser les rayons du soleil et de maintenir une température agréable à l'intérieur. Le musée se trouve entre les souks de la médina, près des boutiques des bijoutiers.
- Citernes de la Sofra : Chef-d'œuvre des Byzantins durant le VIe siècle, ces citernes sont restaurées par les Aghlabides et permettent pendant des siècles aux citoyens de la médina de disposer d'une réserve d'eau de 3 000 m3[5].
- Dar Echaraa : Juste en face de la municipalité, au bas de la place El Driba, on trouve cette ancienne demeure du XVIIe siècle. Palais de justice chargé des affaires familiales à l'origine, le bâtiment abrite actuellement les bureaux de l'Association de sauvegarde de la médina de Sousse et les événements qu'elle organise.
- Mausolée Sidi Bouraoui : C'est la zaouïa d'un saint d'origine marocaine de l'époque hafside (XVe siècle)[5].
- Tour de Khalef : Seul vestige de l'ancienne kasbah de la ville, elle est transformée en phare[6].

Monuments de Sousse
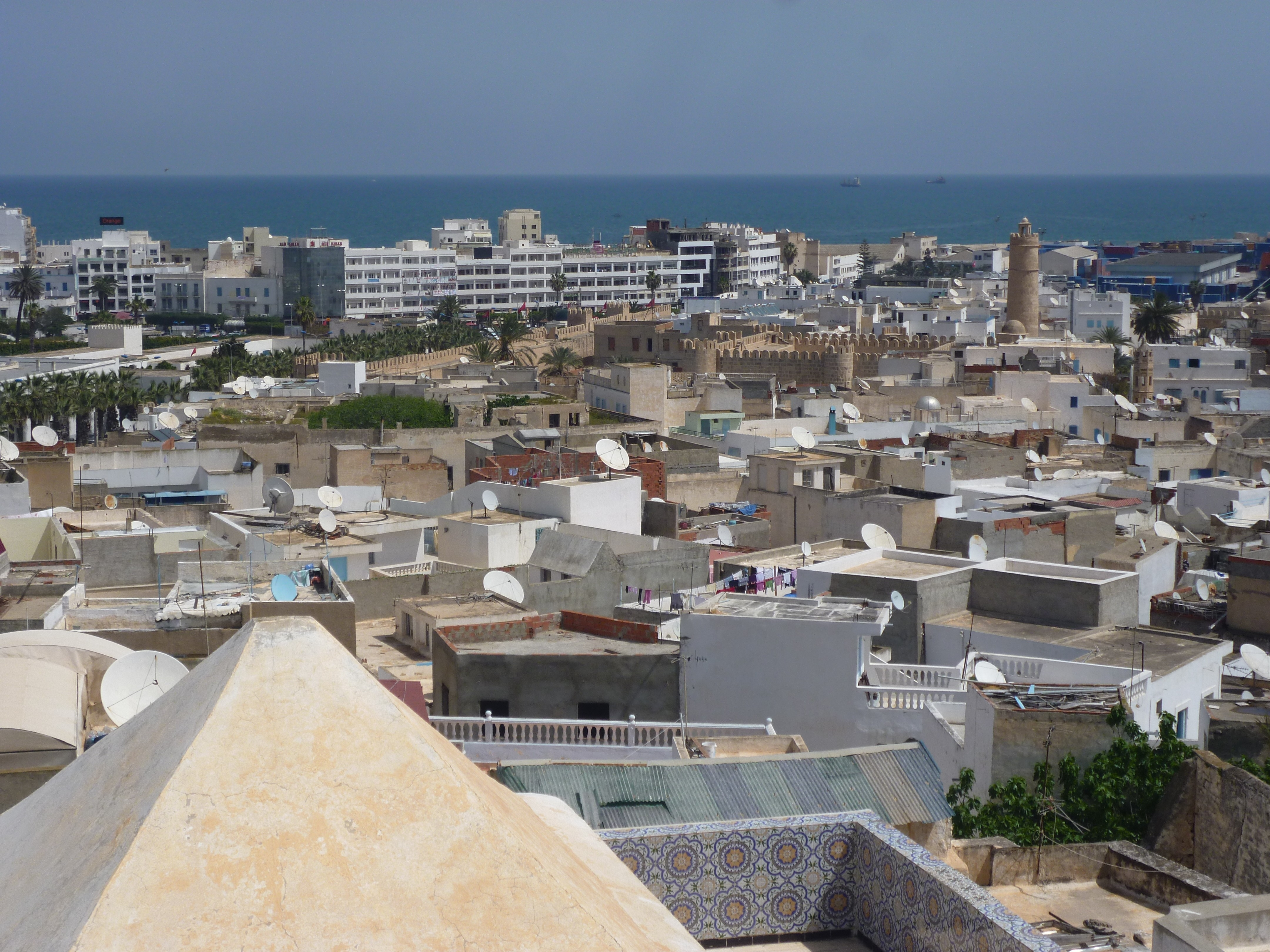
Vue générale de la médina.
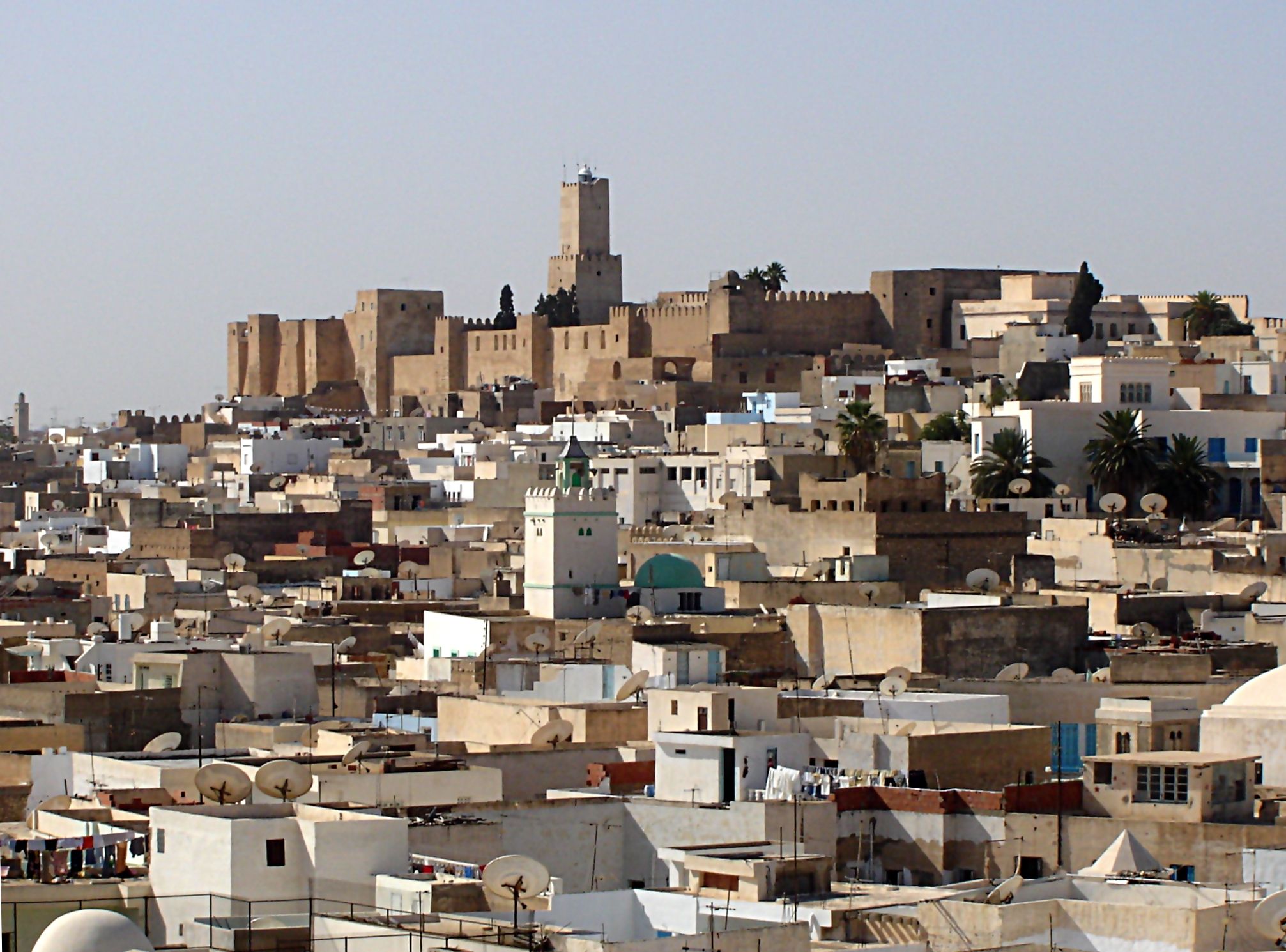
Vue de la kasbah, forteresse élevée dans la partie la plus haute de la médina.
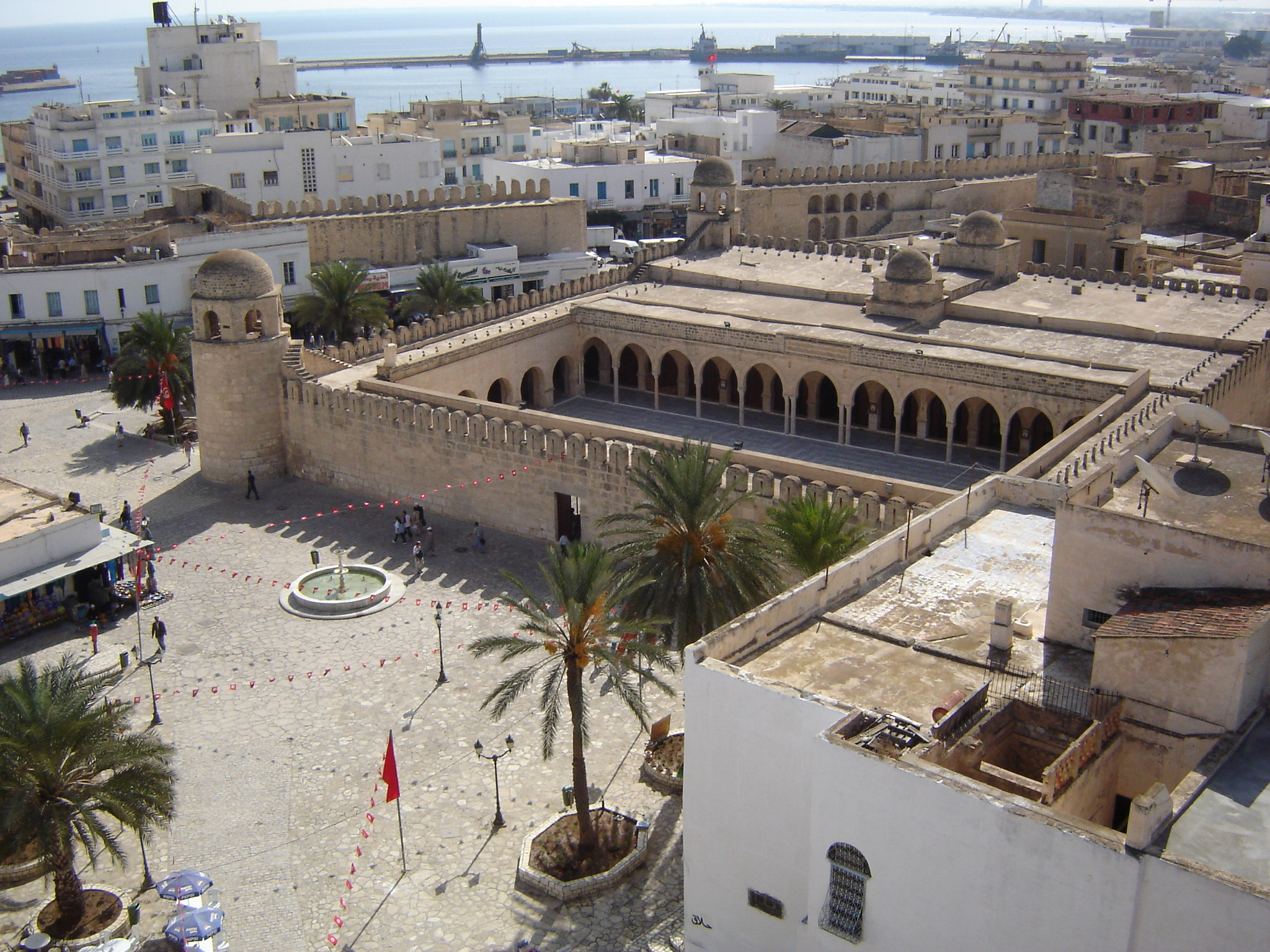
Vue de la Grande Mosquée de Sousse construite au milieu du IXe siècle.
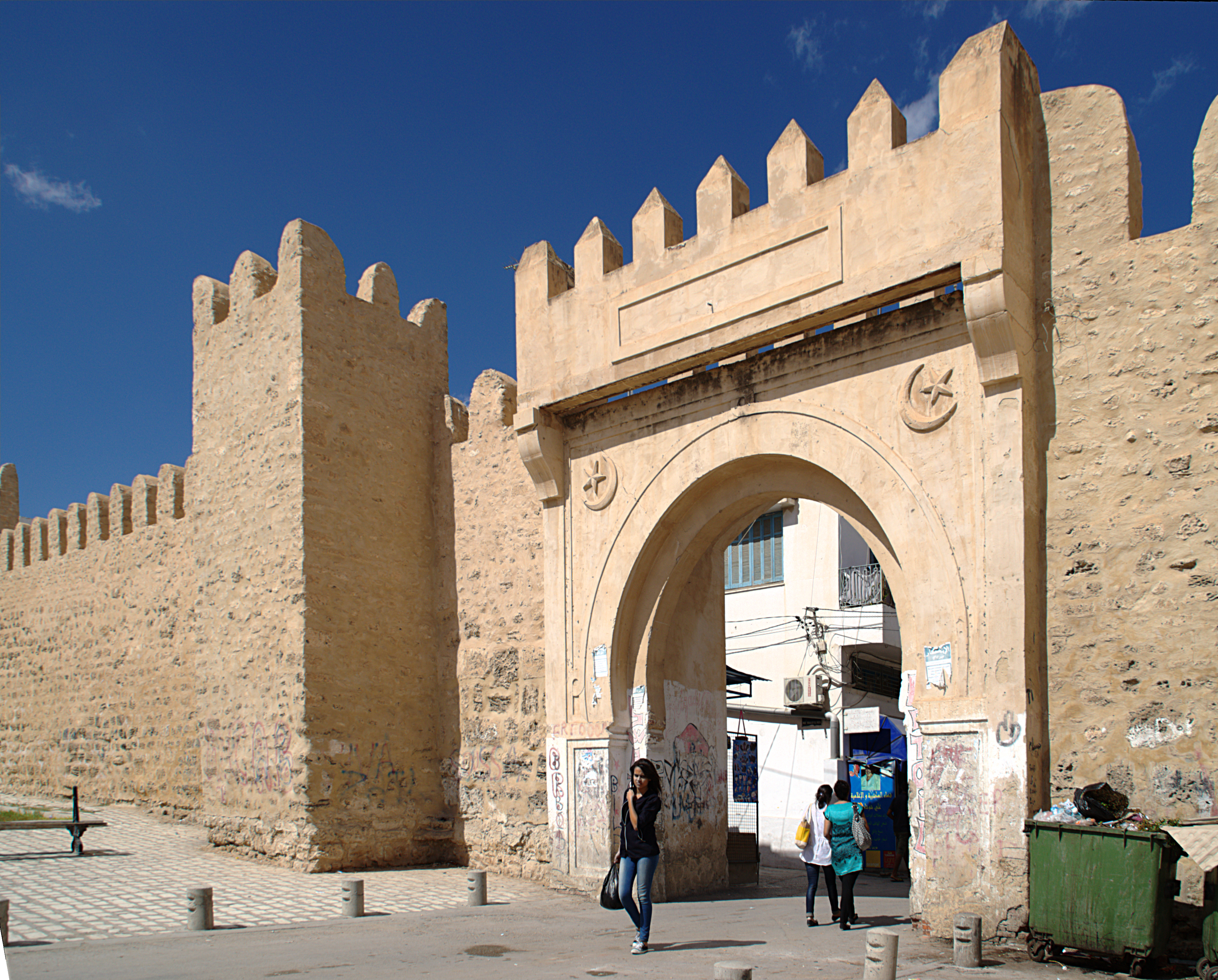
Porte de la médina.
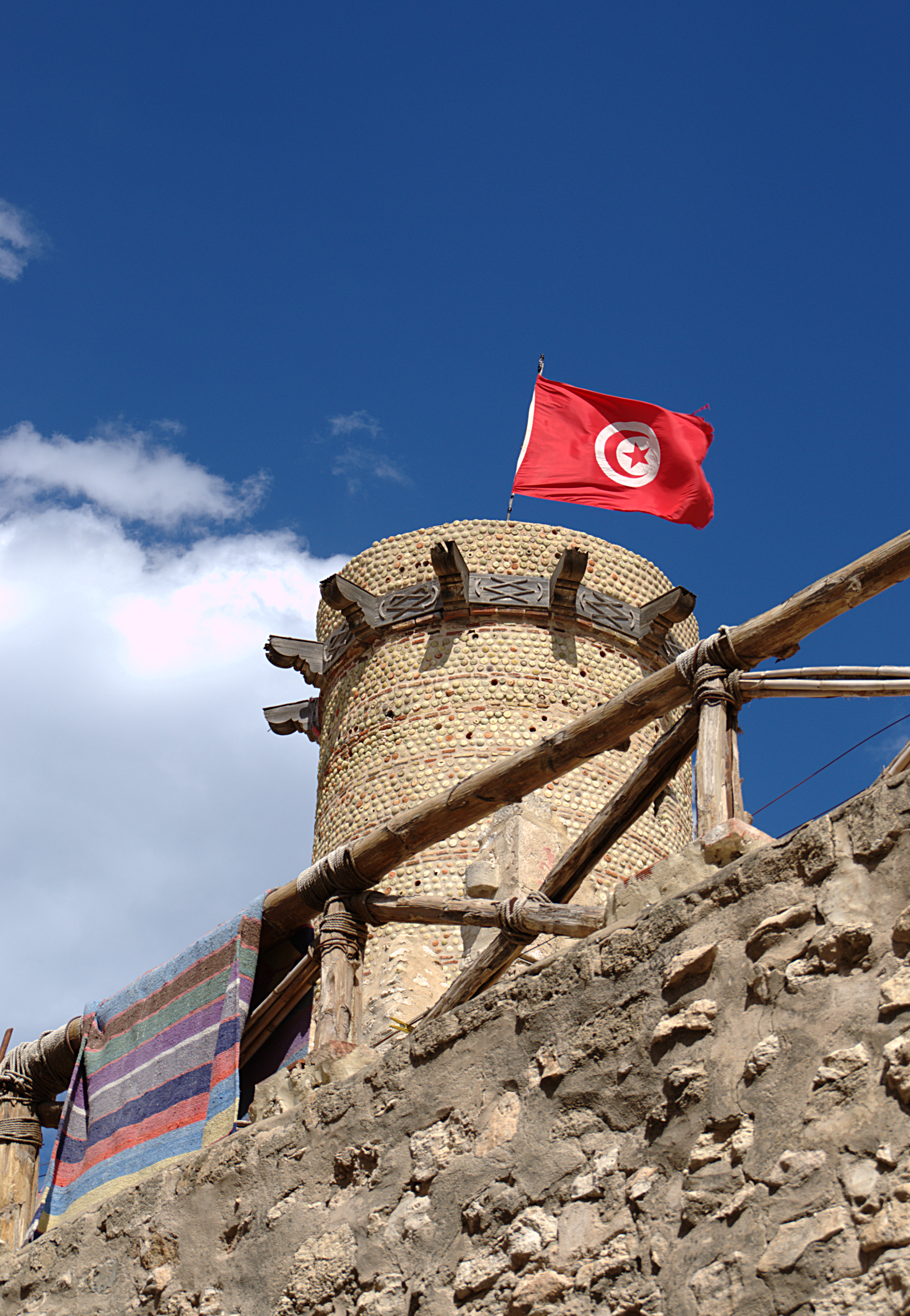
Tour des remparts.
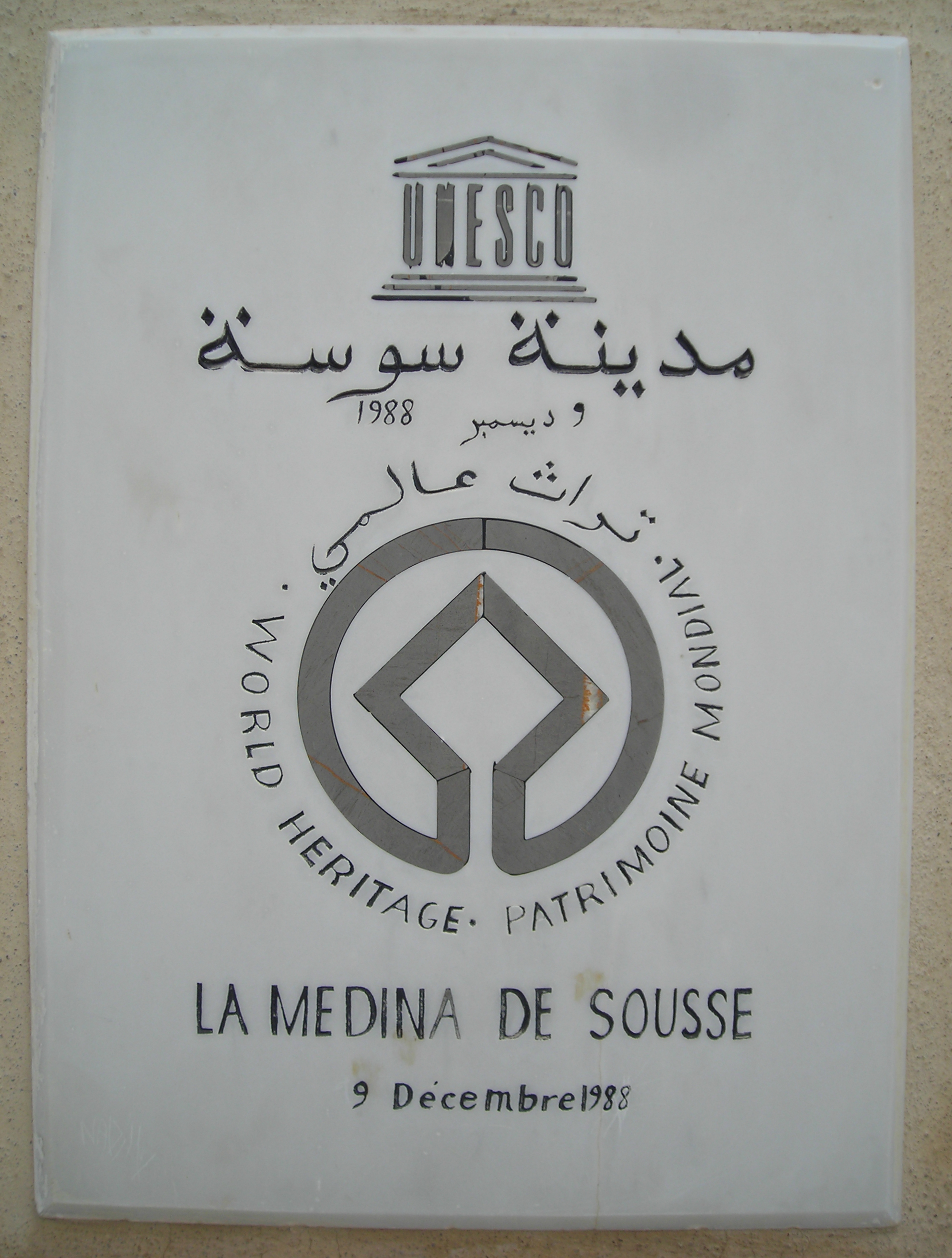
Plaque rappelant le classement de la médina au patrimoine mondial de l'Unesco.
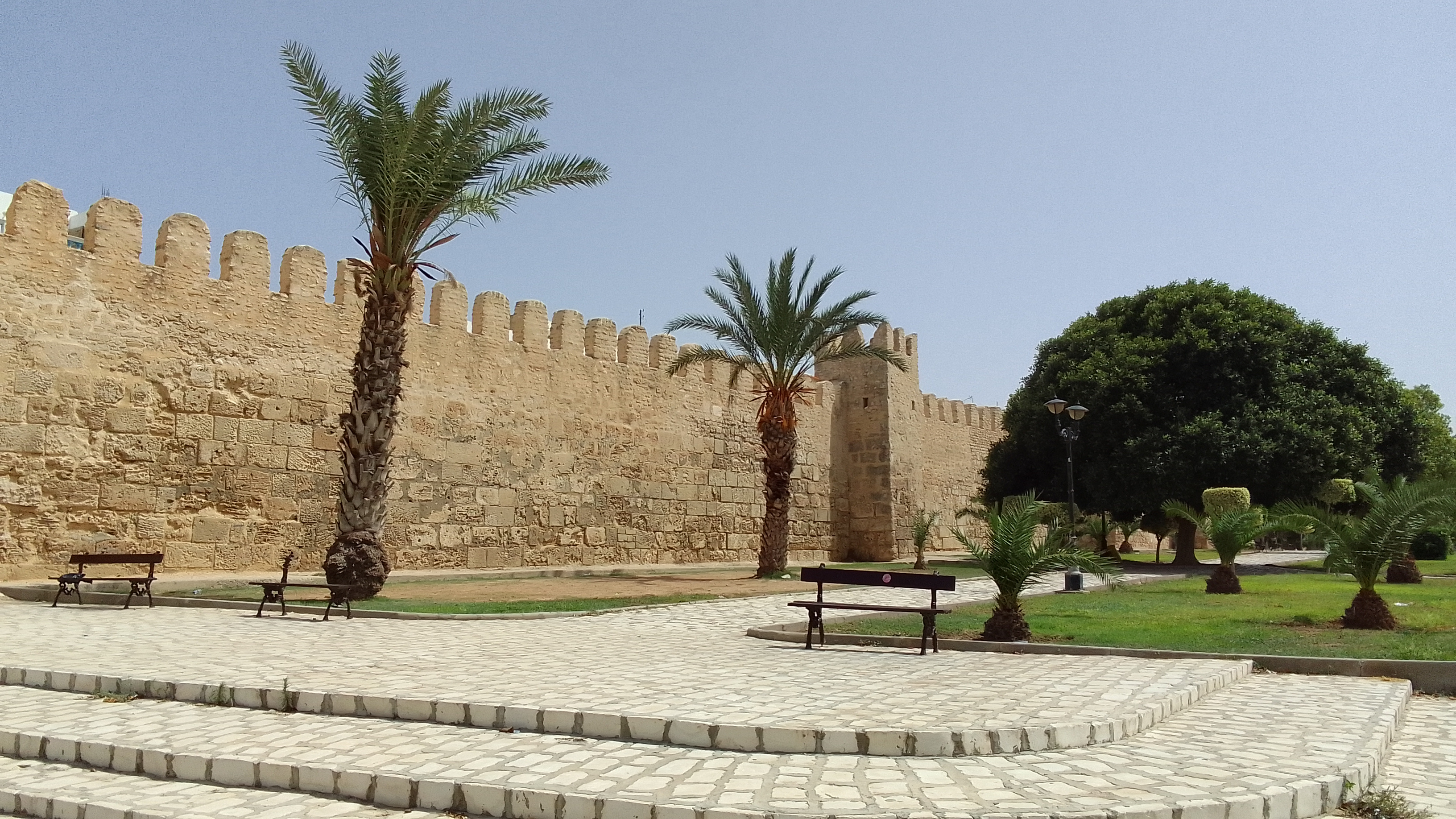
Muraille de la médina.
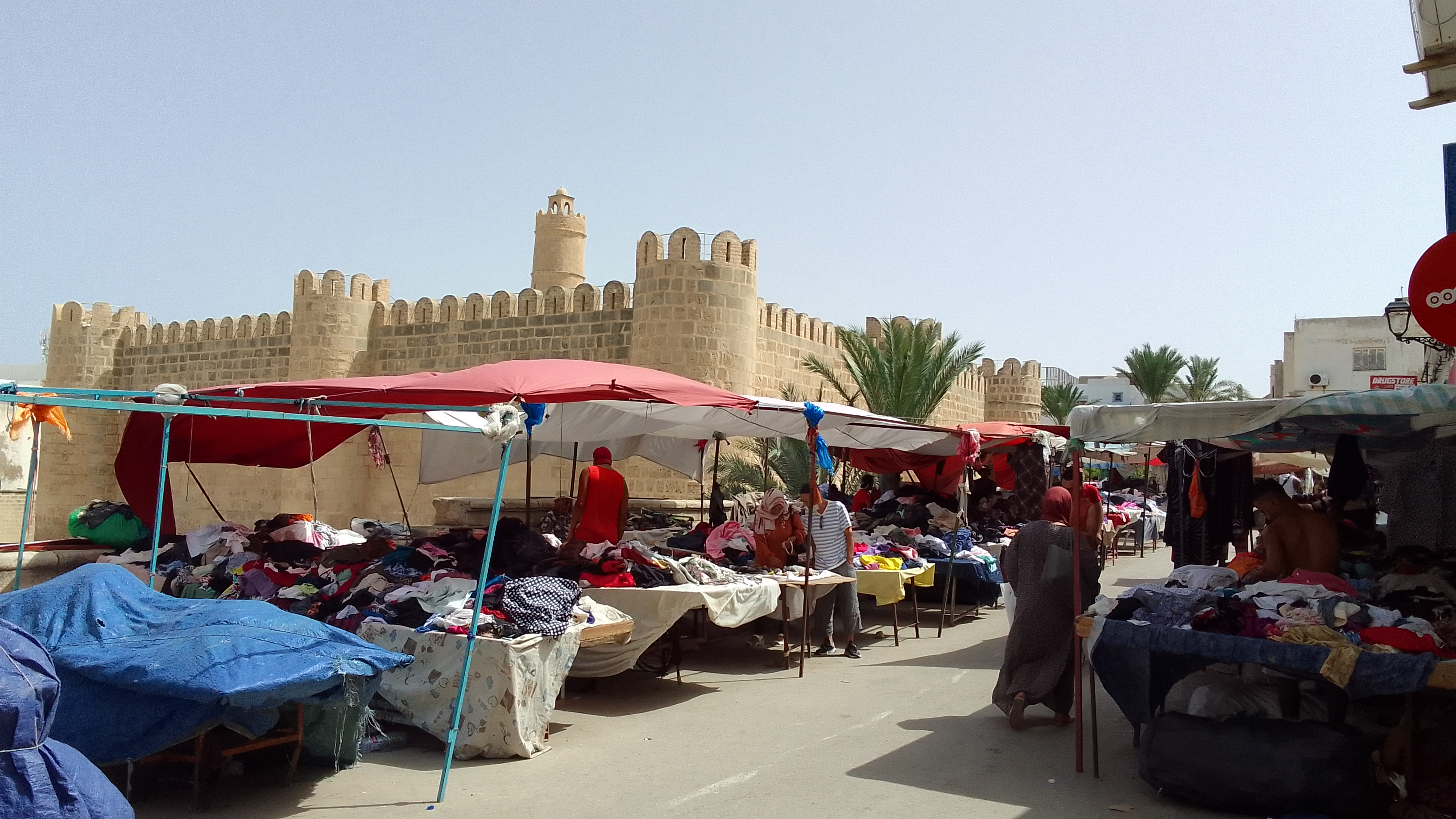
Souk et muraille du ribat.

Ruelles de la médina
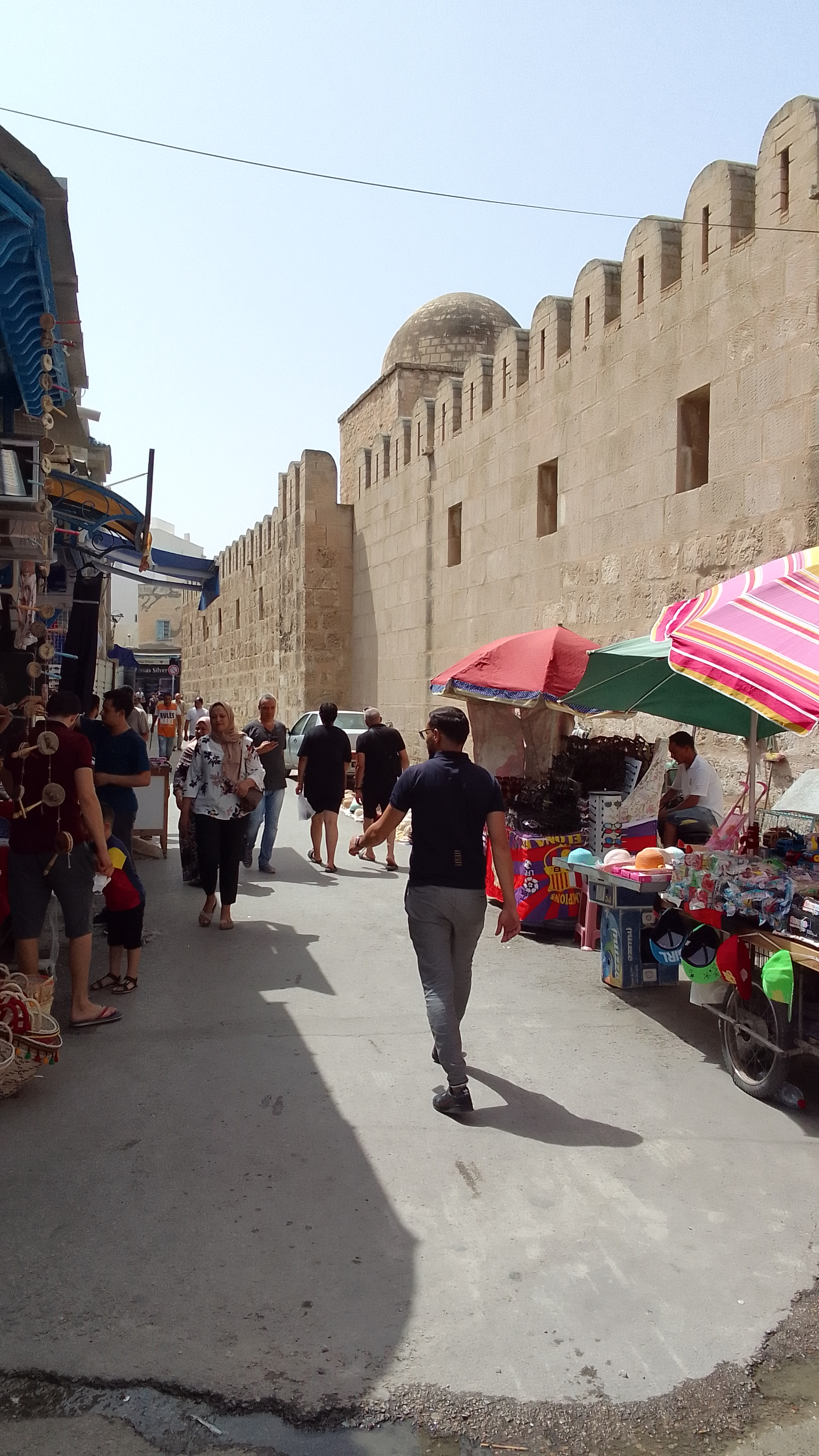
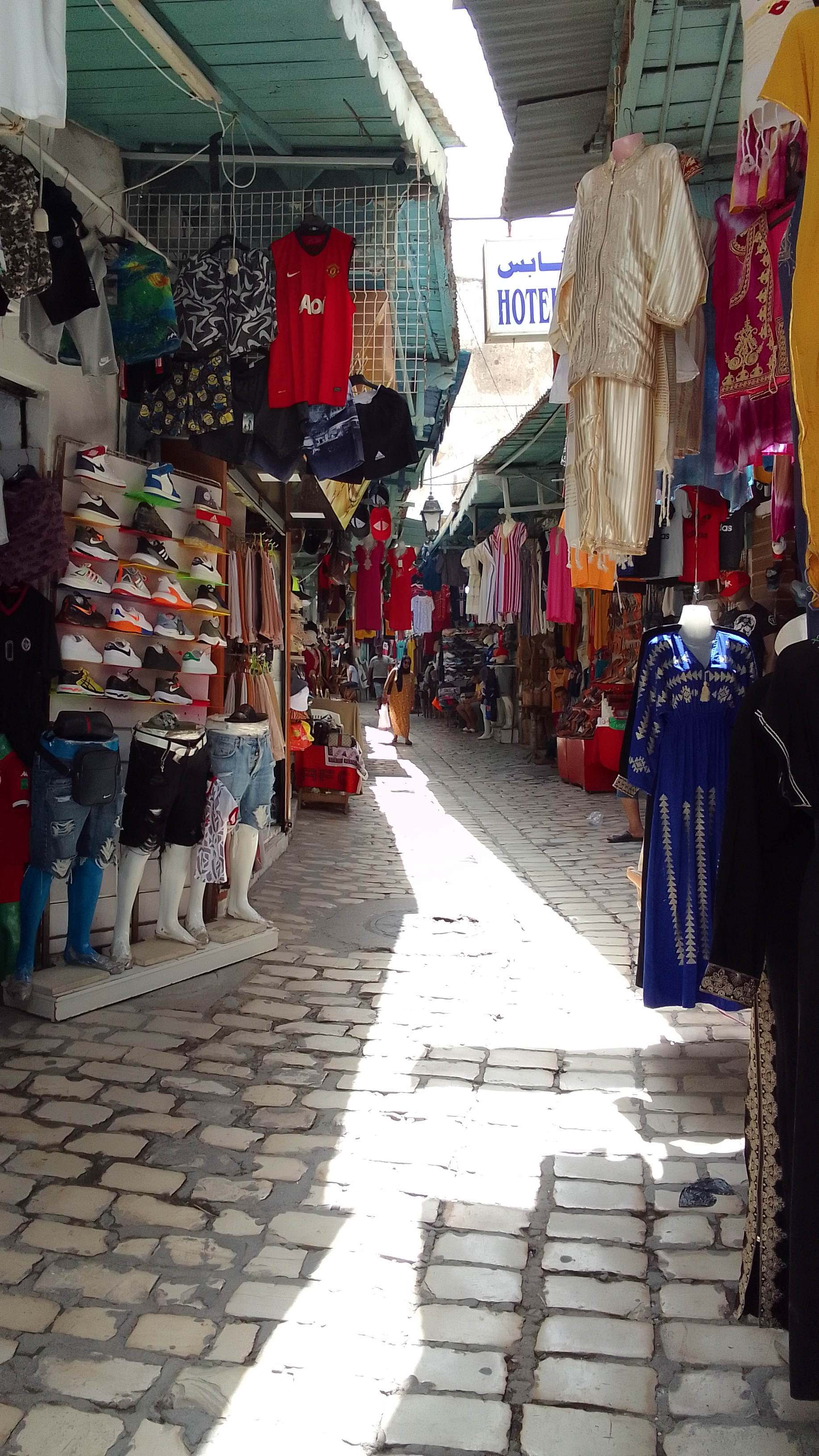
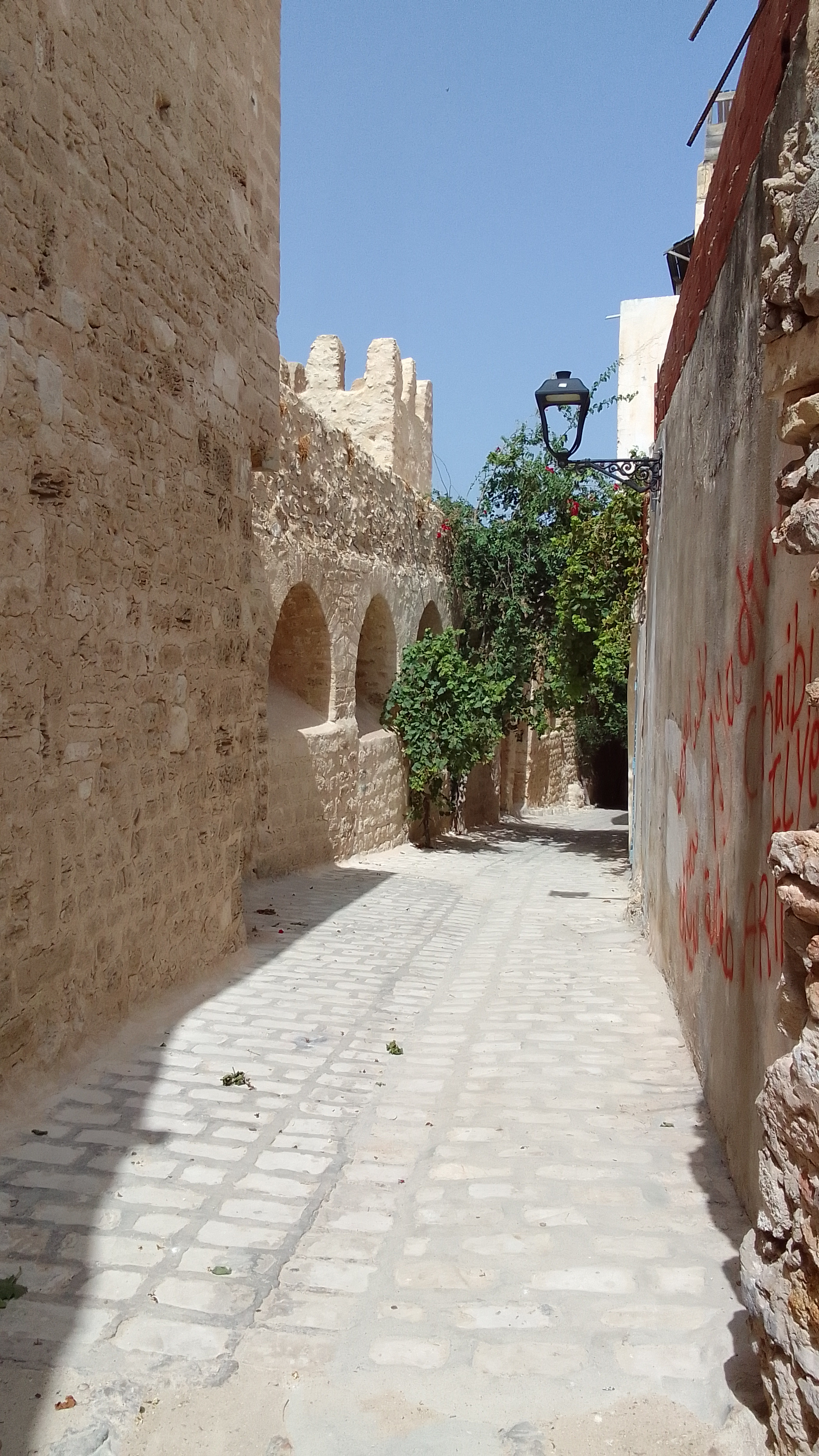
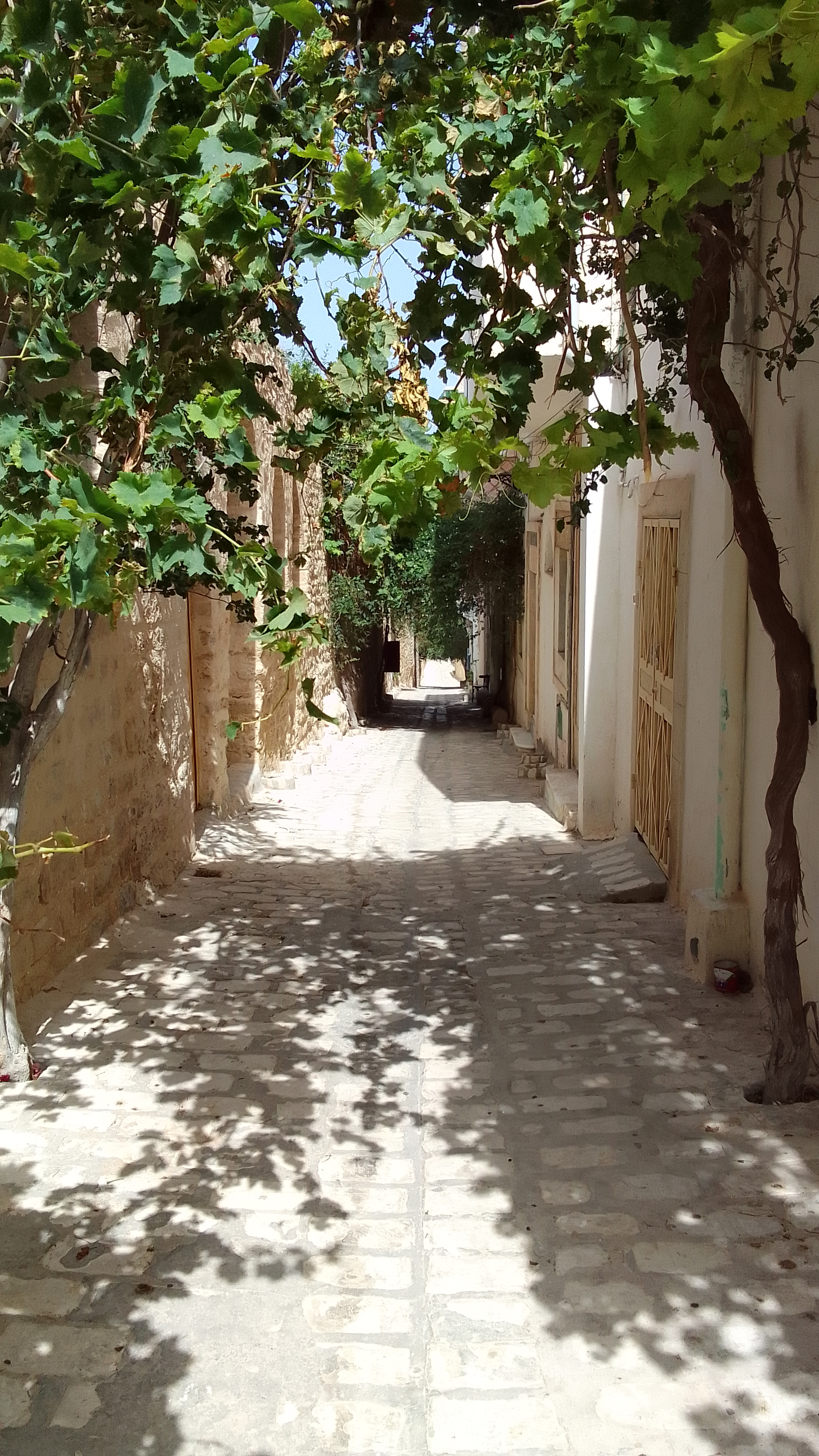